# وونوویا
وونوویا (آلمانی: Vonovia) شرکت املاک و مستغلات آلمانی است، که در سال ۲۰۰۱ تأسیس شد. وونوویا مالک تقریباً نیم میلیون واحد آپارتمان است، که اغلب آنها پیش‌تر متعلق به راه‌آهن دولتی آلمان، سندیکاها و برخی تعاونی‌ها بوده‌اند.